# ФК Дрина Љубовија
ФК Дрина је српски фудбалски клуб из општине Љубовија који се тренутно такмичи у Колубарско-мачванској зони, четвртом такмичарском нивоу српског фудбала. Боје клуба су плава и бела. Основан је 1928. године.
ФК Дрина своје утакмице игра као домаћин на стадиону "Под Киком" са капацитетом од око 1000 места.
Свој највећи успех у историји ФК Дрина је остварила пласиравши се у Српску лигу Запад након освајања првог место у Зони Дрина у фудбалу (четврти ранг, 2017/18).

## Историја
Фудбалски клуб Дрина представља најстарији спортски колектив на територији општине Љубовија. Основан је давне 1928. године као СК „Подриње“. Љубомир Васић, трговац из Београда, обилато је помагао развој фудбала у свом завичају, па од 1930. године клуб мења назив у СК „Браћа А. Васић“. У то време за клуб су углавном играли млади трговци, занатлије и учитељи из Љубовије и околних места. Тридесетих година најпознатији фудбалери су били Милан Николић Грба који је уједно био и тренер клуба, голман Гвозден Милосављевић и Ђорђе Николић, бивши играч СК „Мачва“. 
Након Другог светског рата спортски клуб „Браћа А. Васић“ прераста у Спорстко друштво „Божовић“ али без неких запажених резултата. У жару обнове земље и изградње новог социјалистичког друштва након рата, започиње жеља за афирмацијом љубовијског спорта. Године 1947, оснива се „Срески фискултурни одбор“. Већ следеће године ређају се успеси, а СД „Божовић“ мења име у ФК „Љубовија“ и укључује се у такмичење Подрињске зоне Београдског фудбалског подсавеза. Ту годинама игра са променљивим успехом, па је на пример у јесењем делу првенства 1952. године била на претпоследњем месту. Већ у пролеће 1953. године ФК „Дрина“ (нови назив клуба) знатно поправља свој бодовни салдо и наредну такмичарску сезону завршава на солидном четвртом месту. 
Наредних година свог постојања клуб се углавном такмичио у Зонском степену такмичења.

## Новија времена
У оквиру клуба налазе се три такмичарске селекције као и селекције петлића и предпетлића које нису укључене у систем такмичења. Сениорска екипа фудбалског клуба „Дрина“ тренутно се такмичи у Зони Дрина. Клуб тренутно окупља око 70 дечака узраста 7-16 година. 
У сезони 2016/17 у којој наступа у Зони Дрина, ФК Дрину предводи тренер Иван Чанчаревић. ФК Дрина првенство завршава на солидном трећем месту на табели. 
Сезону 2017/18 фудбалски клуб „Дрина“ проводи у Зони Дрина. Тренер је Александар Петаковић. Из клуба су отишли: Мирослав Васиљевић, Дане Васић и Немања Стојановић. Појачања ФК „Дрина“ у новој сезони су Александар Петровић (Јединство Путеви, Ужице) и Стојан Аврамовић (Раднички, Ваљево). Два кола пре краја првенства ФК Дрина се налази на првом месту на табели и пред историјским успехом, пласманом у Српска лига Запад. 

## Стадион
Име стадиона је стадион ФК Дрина, а навијачи га још зову „Стадион под Киком“ по оближњем брду које се ту налази.
Стадион и службене просторије су реновиране 2019. године захваљујући донацији Европске уније.
Капацитет стадиона је око 1000 места.

## Тренутни састав
Од 29. мај 2018.
| Бр. |        | Позиција | Играч                     |
| --- | ------ | -------- | ------------------------- |
| 1   | Србија | Г        | Марко Петровић            |
| 2   | Србија | О        | Милета Глигић             |
| 3   | Србија | О        | Младен Петровић           |
| 4   | Србија | О        | Владимир Крстић (капитен) |
| 5   | Србија | О        | Урош Пурић                |
| 8   | Србија | С        | Филип Матић               |
| 13  | Србија | С        | Александар Петровић       |

| Бр. |        | Позиција | Играч             |
| --- | ------ | -------- | ----------------- |
| 9   | Србија | С        | Ратко Илић        |
| 10  | Србија | Н        | Стојан Аврамовић  |
| 11  | Србија | Н        | Драган Вуковић    |
| 6   | Србија | Н        | Стефан Ђурковић   |
| 7   | Србија | С        | Александар Ђорђић |
| 12  | Србија | С        | Иван Петровић     |

## ФК Дрина у Зони Дрина
| Сезона   | ИГ  | П  | Н  | И  | ГД  | ГП  | ГР  | Бод. | Плас. |
| -------- | --- | -- | -- | -- | --- | --- | --- | ---- | ----- |
| 2010/11. | 30  | 12 | 5  | 13 | 40  | 31  | +9  | 41   | 9.    |
| 2011/12. | 30  | 6  | 4  | 20 | 18  | 52  | -34 | 22   | 15.   |
| 2016/17. | 30  | 17 | 5  | 8  | 47  | 29  | +18 | 56   | 3.    |
| 2017/18. | 30  | 22 | 6  | 2  | 65  | 23  | +42 | 72   | 1.    |
| Укупно   | 120 | 57 | 20 | 43 | 170 | 135 | +37 | 191  |       |

ИГ = Играо утакмица; П = Победио; Н = Нерешено; И = Изгубио; ГД = Голова дао; ГП = Голова примио; ГР = Гол разлика; Бод. = Бодова; Плас. = Пласман; 

## Навијачи
Навијачка група ФК Дрине се зове „Вампири“.

## Школа фудбала
Дринина школа фудбала је расла из године у годину, али је у последње време стагнирала. Сада се кадети и пионири ФК Дрина такмиче у Колубарско-Мачванској лиги.

## Познати бивши играчи
- Ненад Севић

## Познати бивши тренери
- Иван Чанчаревић
- Александар Милошевић
- Владимир Мудринић